# Havezate Boskamp

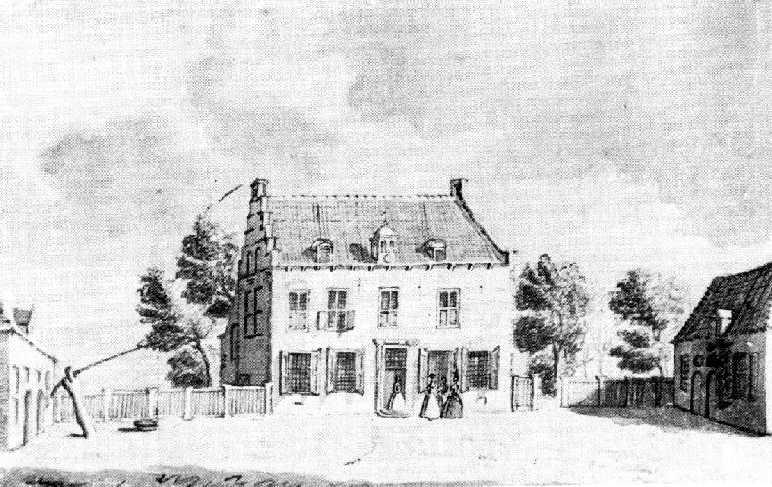
Pentekening havezate Boskamp (onbekend, 18e eeuw)

Boskamp, ook wel Brickescampen, Birxkamp, Berkescamp en Birixkamp, was een havezate in de Sallandse buurschap Olst in het schoutambt Olst. Het huis was tot de verkoop in de 18e eeuw eigendom van de adellijke familie Knoppert.
De oudste melding van Boskamp, Birxkamp, stamt uit 1382. Vermoedelijk is het eerste stenen huis rond 1500 gebouwd, waarna het tussen 1673 en 1684 twee vuursteden moet hebben gehad. Omdat de eigenaren rooms-katholiek waren en bleven, werd het recht van Boskamp echter "slapend".
Nadat het in de 18e eeuw met name als schuilkerk werd gebruikt, kocht de Rooms-katholieke Statie Boskamp op. Het werd tot 1859 gebruikt als kerk, waarna het werd afgebroken en vervangen door de Willibrordkerk. Deze staat nog steeds in het centrum van het kerkdorp Boskamp. Van de havezate is niets meer zichtbaar, met uitzondering van de toegangslaan die nu naar de kerk loopt.
Ahnem · Den Alerdinck · Arendshorst · Arkelstein · Averbergen · Beerze · Den Berg · Bergentheim · Blankena · Borgele · Boskamp · Boxbergen · Bredenhorst · Buckhorst · Campherbeek · Collendoorn · Den Dam · Dieze · Dingshof · Den Doorn · Hof te Dorth · Eerde · Egede · De Gelder · Gerner · Glinthuis · Gramsbergen · De Groote Scheere · De Grote Weede · De Haere · Haerst · Hagenvoorde · Heemse · Herxen · Hoenlo · Hofstede · 't Hogeholt · Hogenhof · 't Hoogehuis · Junne · Kranenburg · Krijtenberg · De Kuile · Het Laar · Langeveldslo · Leemcule · Luttenberg · Melenhorst · Mennigjeshave · Nijenhuis · Oosterveen · Den Ordel · De Pol · Pothof · Rande · Rechteren · Het Reelaer · Rhaan · Rollecate · Rutenberg · Schoonheten · Schuilenburg · Vechterweerd · Velner · Venebrugge · Verborg · Voorst · Vrieswijk · Werkeren · Westerveld · Windesheim · Wittenstein · Wolfshagen · Zuthem